# She-Devil
She-Devil (prt: Demónio de Saias; bra: Ela é o Diabo) é um filme estadunidense de 1989 dirigido por Susan Seidelman, com Meryl Streep, Roseanne Barr e Ed Begley Jr. É a segunda adaptação do romance The Life and Loves of a She-Devil, da escritora feminista britânica Fay Weldon, publicado em 1983. A primeira, de 1986, tinha sido uma versão de televisão da BBC.

## Sinopse
Ruth (Roseanne Barr) é uma esposa e mãe acima do peso que tenta agradar seu marido, Bob (Ed Begley Jr.), um contador. Bob acaba conhecendo a romancista Mary Fisher (Meryl Streep) durante um jantar, e eles iniciam um caso. Quando Ruth acidentalmente cozinha um dos bichos de estimação de seus filhos numa caçarola, enquanto os pais de Bob estão como visitas, ele resolve deixá-la. Enquanto Bob pega suas malas, explica a Ruth que suas ações são sua casa, sua família, no caso, seus filhos, sua carreira e sua liberdade e que ela é uma dívida. Ruth então jura se vingar dele. Na manhã seguinte enquanto Bob está no trabalho e as crianças na escola, ela põe fogo na casa (sobrecarregando a eletricidade da casa), mas não foi suspeita de incêndio culposo. Ela deixa as crianças com Bob, que agora está vivendo com Mary, e não o vê por muito tempo desde então. Entretanto, ela ainda está trabalhando atrás das cenas, com a finalidade de destruir os ativos de Bob. Mary mostra-se inexperiente com as crianças ao tentar lidar com elas dentro de sua mansão, causando tensão em sua relação com Bob.
Ruth consegue um emprego na Casa de Repouso Crepúsculo Dourado, um abrigo de velhos sob o pseudônimo Vesta Rose. Lá, ela torna-se amiga de Francine, a estranha mãe de Mary Fisher e consegue fazê-la retornar à vida de Mary num momento bastante inoportuno. Ruth também conhece a enfermeira Hooper (Linda Hunt), que trabalhou no abrigo por muitos anos. Com as economias de Hooper, Ruth e ela resolvem abrir uma agência de serviços para mulheres que buscam e precisam de uma segunda chance. A agência torna-se um sucesso, e as mulheres ajudadas por Ruth assistem sua vingança. Mary escreve enquanto isso um novo romance sobre seu caso com Bob, titulado "Life in the Rinse Cycle", cujos publicadores consideram estranho. Nele há um capítulos sobre lavagem de roupa, e o nome do protagonista é Bob. Então Olivia, uma atraente e jovem mulher chega na agência de Ruth e consegue, propositalmente, o emprego como secretária de Bob. Logo, Bob e a secretária começam um caso, e Mary toma um pouco de seu próprio veneno, mas Ruth ainda não está satisfeita. Depois que Olivia é despedida, ela revela para Ruth que Bob está transferindo fundos das contas de seus clientes para uma conta pessoal sua na Suíça. A vida pessoal de Mary está entrando em colapso e sua carreira decaindo, em função dos segredos embaraçantes que sua mãe contou a uma jornalista da revista People e o fracasso de seu novo romance. Ruth trabalha para expor os crimes de seu marido à polícia, e graças a isso Bob acaba preso durante uma festa que ele promoveu para alegrar Mary, destruindo o seu terceiro ativo, a carreira. Assim Mary perde totalmente a confiança em Bob e abandona-o. Enquanto isso Ruth trabalha para garantir que Bob seja condenado. Bob é julgado e considerado culpado pelo crime do colarinho branco e mandado à prisão, destruindo assim seu quarto e último ativo, sua liberdade. Ruth vai ao julgamento e saboreia o triunfo de sua vingança, quando Bob é levado à cadeia. Depois de uma passagem de tempo acontecem algumas mudanças: Mary decide vender sua mansão e Bob tem que se adaptar à vida na cadeia. O negócio de Ruth floresce mais ainda. A história termina com a família reunida visitando Bob, que espera conseguir a liberdade condicional e passar mais tempo com seus filhos e Mary retomando sua carreira de escritora . Na cena final, Ruth pede um autógrafo para Mary Fisher, em nome de "Bob", mas Mary não percebeu que ela era Ruth ou que o tal "Bob" era o homem com quem ela tinha tido um caso. O próximo da fila, atrás de Ruth, foi um homem com quem Mary tentou criar um clima, indicando que suas maneiras não mudaram.

## Elenco
- Roseanne Barr - Ruth Patchett
- Meryl Streep - Mary Fisher
- Ed Begley, Jr. - Bob Patchett
- Linda Hunt - Hooper
- Sylvia Miles - sra. Fisher
- Elisebeth Peters - Nicolette Patchett
- Bryan Larkin - Andy Patchett
- A Martinez - Garcia
- Maria Pitillo - Olivia Honey
- Mary Louise Wilson - Mrs. Trumper
- Susan Willis - Ute
- Jack Gilpin - Larry
- Robin Leach - a própria
- Nitchie Barrett - secretária de Bob
- June Gable - Realtor
- Lori Tan Chinn
- Sally Jessy Raphael - a própria

## Recepção
No site agregador de críticas Rotten Tomatoes, 41% das 17 resenhas dos críticos são positivas.